# Caperonia aculeolata
Caperonia aculeolata är en törelväxtart som beskrevs av Johannes Müller Argoviensis. Caperonia aculeolata ingår i släktet Caperonia och familjen törelväxter. Inga underarter finns listade i Catalogue of Life.